# Cetimina
Una cetimina es una imina que resulta estructuralmente análoga a una cetona.
Como tales, las cetiminas poseen la fórmula general R
2C=N–R' (Siendo R' un grupo distinto de hidrógeno). Las cetiminas son similares a las aldiminas, las cuales son análogas de aldehídos.
Un importante subgrupo de las cetiminas son las bases de Schiff, en las cuales el sustituyente sobre el átomo de nitrógeno (R') es un alquilo o arilo, no un átomo de hidrógeno.

Cetimina primaria
Cetimina secundaria
Cetona

## Nomenclatura
Las cetiminas pueden ser nombradas substitutivamente como derivados "-ilideno" del azano del hidruro parental, reemplazando el "-o" con el sufijo "-imina". Compuestos con la estructura general R
2C=N-R' pueden ser también nombrados como iminas N-sustituidas o como derivados -ilideno de una amina: